# Пиприты
Пиприты (лат. Piprites) — род воробьиных птиц из семейства тиранновых. Ранее помещали в монотипическое семейство Pipritidae, описанное в 2013 году.

## Описание
Небольшие (12-14 см) с коренастые птицы с крупной головой и коротким сжатым с боков клювом. Оперение пестрое зелёного, жёлтого и серого или чёрного, жёлтого и каштанового цветов. Первые два пальца на ногах сросшиеся. Живут преимущественно на деревьях. Питаются членистоногими и мелкими плодами.

## Систематика
До 2013 года род относился к семейству манакиновые в котором занимал обособленное положение. Данные молекулярно-генетического анализа подтвердили выделение этого рода в отдельное семейство родственное Rhynchocyclidae и Tyrannidae. Разделение этих семейств произошло примерно 25 до 28 млн лет назад.
В состав рода включают три вида:
- Piprites chloris (Temminck, 1822) — Серошейная пиприта
- Piprites griseiceps Salvin, 1865 — Сероголовая пиприта
- Piprites pileata (Temminck, 1822) — Черношапочная пиприта